# 阿什蘭 (麻薩諸塞州)
阿什蘭（英語：Ashland）是一個位於美國麻薩諸塞州米德爾塞克斯縣的鎮。

## 人口
根據2020年美國人口普查的數據，阿什蘭的面積為33.50平方千米，當中陸地面積為32.30平方千米，而水域面積為1.20平方千米。當地共有人口18832人，而人口密度為每平方千米562人。